# Ainulindalë
«Ainulindalë» es el primer relato que aparece en la obra El Silmarillion, del británico J. R. R. Tolkien, y a su vez es el nombre del hecho histórico ficticio que narra y que forma parte del legendarium creado por el escritor. La primera versión de «Ainulindalë», por entonces llamada La música de los ainur, fue escrita entre noviembre de 1918 y la primavera de 1920, y, tras varias modificaciones, la versión definitiva no estaría acabada hasta finales de la década de 1940.
En ella se narra la historia de la Creación de Eä, el mundo ficticio en el cual se desarrolla el legendarium de J. R. R. Tolkien, por parte de Ilúvatar y los ainur y como estos últimos descendieron al mundo para darle forma y prepararlo para la llegada de los elfos y los hombres. Además, dentro de la ficción, es el nombre de la canción con la que se forma el mundo y cuyo significado es «Música de los ainur» en la lengua quenya; por ello también es conocida con este significado o como «La gran música».
Si bien las críticas se realizaron generalmente para la novela completa, los comentarios que recibió «Ainulindalë» fueron positivos.

## Personajes principales
| Nombre   | Raza        | Resumen |
| -------- | ----------- | --- |
| Ilúvatar | Desconocida | Su nombre verdadero es Eru («El único» o «El que está solo»), pero sería más conocido por el título que recibió de los elfos, Ilúvatar («Padre de todos»). Es el Dios del legendarium de J. R. R. Tolkien, un ser espiritual que habita en los Palacios Intemporales situados en el Vacío, fuera del mundo. |
|          |             | |
| Melkor   | Ainu (vala) | Es el más poderoso de los ainur, hermano de Manwë en el pensamiento de Ilúvatar. Antes de la Ainulindalë y con el desconocimiento de que Ilúvatar la tenía, Melkor había salido con frecuencia al Vacío en busca de la Llama Imperecedera, pues deseaba dar Ser a cosas propias.                            |
|          |             | |
| Manwë    | Ainu (vala) | Es el segundo en poder de los valar después de su hermano Melkor, y el representante de Ilúvatar en el mundo. En la Ainulindalë fue quien más pensó en el aire y el viento y por ello sería llamado Súlimo («Señor del aliento de Arda» o «El alentador»).                                                  |
|          |             | |

## Argumento

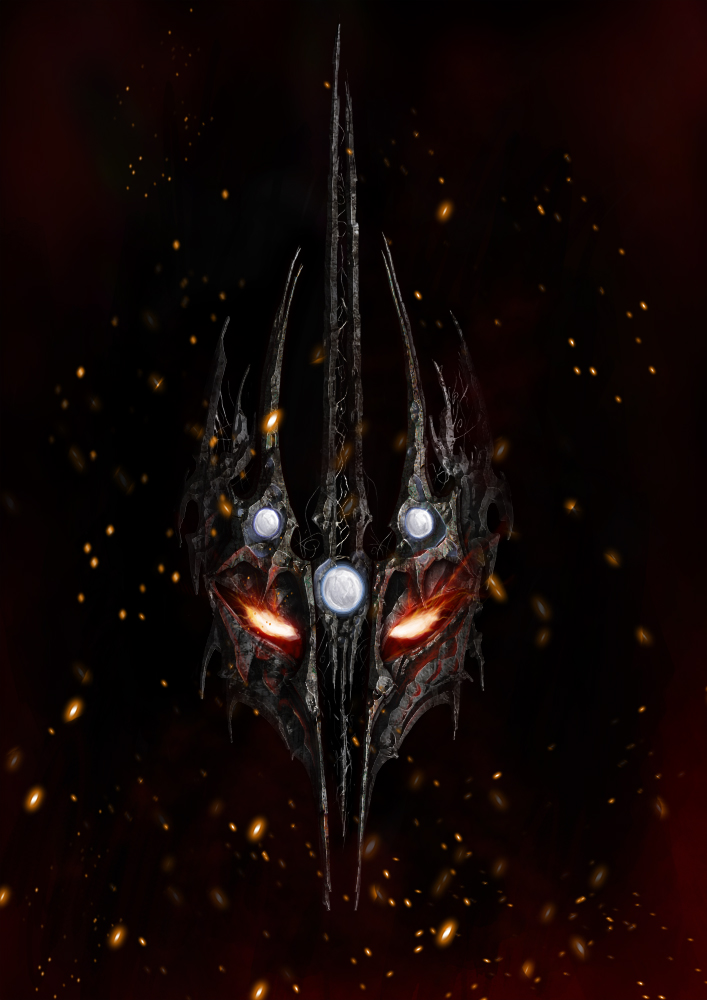
Ilustración del ainu Melkor, más tarde conocido como Morgoth.

«Ainulindalë» comienza contando como Ilúvatar creó a los ainur a partir de su pensamiento y más tarde les propuso que realizaran temas musicales. Durante mucho tiempo los ainur cantaron solos o en pequeños grupos, pues cada uno sólo entendía aquella parte del pensamiento de Ilúvatar de la cual procedía, hasta que este les comunicó un tema en el que tendrían que cantar en armonía. 
Una vez comenzaron, y a medida que la canción avanzaba, Melkor comenzó a incluir en su parte pensamientos propios que no le habían sido comunicados por Ilúvatar. Este hecho provocó una discordancia en la música e Ilúvatar se levantó sonriente, alzando la mano izquierda de forma que un nuevo tema comenzó a sonar. A pesar de ello, la discordancia provocada por Melkor predominó y de nuevo Ilúvatar se levantó, esta vez serio, y al alzar la mano derecha sonó un tercer tema. Este tampoco fue capaz de tapar la discordancia e Ilúvatar se levantó por última vez, enfadado, y al alzar ambas manos se oyó un nuevo acorde que finalizó la música.     
Entonces Ilúvatar condujo a los ainur fuera de su morada y vieron como la música, al salir al Vacío, había creado el mundo y como la historia de este se encontraba ahora transcurriendo delante de ellos. De esta forma vieron la llegada de los Hijos de Ilúvatar, los elfos y los hombres, creados con el tercer tema, y muchos de los ainur desearon ir al mundo con el fin de acomodarlo para ellos. Sin embargo, la visión se apagó cuando transcurría la Cuarta Edad del Sol e Ilúvatar, al saber que los ainur deseaban que el mundo no fuera solo una visión, lo hizo real utilizando la palabra Eä («Sea» o «El mundo que es» en la lengua quenya).
Algunos de los ainur permanecieron junto a Ilúvatar en los Palacios Intemporales, pero otros descendieron al mundo. Los más poderosos fueron conocidos como los valar, y los restantes como los maiar. Los valar comenzaron a trabajar en Eä con el fin de prepararla para la llegada de los Hijos de Ilúvatar, pero Melkor constantemente destruía lo que habían hecho y Manwë convocó a más ainur para declararle la guerra. Melkor se retiró por el momento, pero cuando los valar tomaron forma corporal también la adoptó y esta vez sí hubo guerra, la primera de ellas sobre Eä.

## Composición
La primera versión de la historia de la Ainulindalë llevaba por nombre La música de los ainur y fue concebida como un cuento que formaba parte de los llamados Cuentos perdidos, escritos por J. R. R. Tolkien durante la década de 1910 y publicados por su hijo Christopher en los dos primeros volúmenes de La historia de la Tierra Media. Según comentó en una carta dirigida a Christopher Bretherton y datada del 16 de julio de 1964, Tolkien escribió la primera versión de la Ainulindalë en algún momento entre noviembre de 1918 y la primavera de 1920, cuando se encontraba trabajando en el diccionario de la Universidad de Oxford.

Del primer borrador, escrito rápidamente a lápiz, existen algunas hojas sueltas dentro del cuaderno que contiene la versión corregida. Los cambios consistían básicamente en añadidos, como la inclusión de Manwë y Aulë (que en el borrador no aparecen), y pequeñas correcciones, como el cambio de Ilu por Ilúvatar. La historia es contada por el elfo Rúmil en esta primera versión del cuento y, si bien el lenguaje que usa difiere bastante del de la versión publicada en El Silmarillion, la trama es muy similar salvo algunas excepciones: se detalla que Ilúvatar crea a los ainur cantando; Melkor se llama aquí Melko y la segunda vez que Ilúvatar se levanta para romper la discondancia que provoca en la música, este llora en vez de estar serio; tras finalizar la música Ilúvatar no muestra a los ainur una visión del mundo, sino a este ya hecho real y en ningún momento se hace referencia a su creación mediante la palabra Eä; al final del cuento hay extractos que describen a los valar y que más tarde serían incorporados a la segunda parte de El Silmarillion, «Valaquenta».
Tolkien abandonó la historia durante muchos años y ni siquiera aparece en «Esbozo de la mitología», texto que compuso en 1926 resumiendo su legendarium con el fin de enseñárselo a Richard W. Reynolds, su antiguo profesor en Birmingham. En «Quenta», ampliación del esbozo anterior datado de 1930, y en la primera versión de los «Anales de Valinor», cronología que recoge los principales acontecimientos ocurridos desde la llegada de los Valar al mundo hasta que comienza la Primera Edad del Sol, la historia tan solo aparece mencionada. En la década de 1930 Tolkien reescribió por completo La música de los ainur, aunque sin cambiar prácticamente la trama.
En 1946, cuando se encontraba elaborando su novela El Señor de los Anillos, Tolkien escribió una nueva versión de la Ainulindalë que se perdió a excepción de un único pasaje de aproximadamente media página. Poco después redactó otra versión que introducía un cambio radical en su legendarium: el Sol ya estaba en el mundo cuando este fue creado y la Luna se formó como consecuencia de una de las destrucciones provocadas por Melkor, abandonando así la idea de las lámparas de los valar. No obstante, en 1948 volvió a elaborar una nueva versión, eliminando todo lo relacionado con el Sol y la Luna e introduciendo por primera el pasaje donde Ilúvatar crea el mundo después de que la visión ofrecida a los ainur se apagara. Además, el narrador pasa a ser otro elfo, Pengoloð, y Rúmil es quien escribe la historia. Debido a lo caótica que era esta versión, Tolkien realizó una nueva, más clara, añadiendo pequeños detalles, como el hecho de que la visión del mundo se apagara en la Cuarta Edad del Sol o la pronunciación de la palabra Eä por parte de Ilúvatar para crearlo.

## Crítica

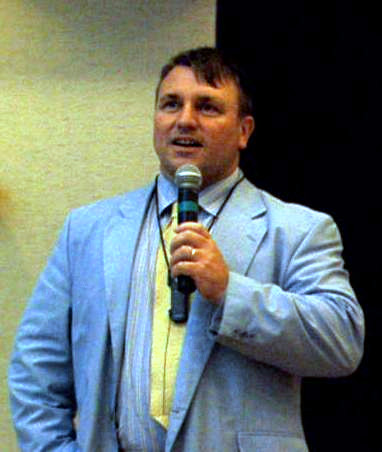
El escritor británico Joseph Pearce elogió «Ainulindalë» diciendo que era el mito «más hermoso de todo el mundo de Tolkien».

Si bien las críticas se centraron generalmente en la novela completa, los comentarios que recibió «Ainulindalë» fueron positivos. El escritor británico Joseph Pearce califica el relato en su obra Tolkien: hombre y mito como «la parte más importante de El Silmarillion» y añade que «este mito de la Creación es quizás el más significativo y el más hermoso de todo el mundo de Tolkien». Por su parte, Brian Rosebury comenta en su libro Tolkien: A Critical Assessment que le parece un gran logro, muy bien trabajado, con una «prosa adecuadamente bíblica y al mismo tiempo distintiva de Tolkien».
Varios jesuitas se hicieron eco sobre la historia de la Ainulindalë, entre ellos el padre James V. Schall, que dijo: «nunca he leído nada tan hermoso con la primera página de El Silmarillion», o el padre Robert Murray, amigo de Tolkien, que comentó: «en todas las literaturas, desde la formación de los libros sagrados de la humanidad, es muy difícil que haya un mito de la creación comparable, por su belleza y su poder imaginativo».